# Clambus exiguus
Clambus exiguus là một loài bọ cánh cứng trong họ Clambidae. Loài này được Matthews miêu tả khoa học đầu tiên năm 1874.